# Johan Rodríguez
Johan Rodríguez (15 d'agost de 1975) és un exfutbolista mexicà.

## Selecció de Mèxic
Va formar part de l'equip mexicà a la Copa del Món de 2002. Fou jugador de Cruz Azul, Santos, Necaxa, Morelia i Querétaro.